# Pas-de-Calais
Pas-de-Calais là một vùng địa lý thuộc miền Bắc nước Pháp.
Tên của nó cũng được sử dụng trong tiếng Pháp để chỉ đến Eo biển Dover, mà nó biên giới, và xuất phát từ việc sử dụng tiếng Anh của Norman tiếng Anh cũ hơn của Pale of Calais.

## Lịch sử
Nằm ở vùng Hauts-de-France, vùng Hauts-de-France đã được Bellette Celtic, người La mã, German Franks và Alemanni thu thập. Trong thế kỷ thứ tư và thứ năm, thực tiễn La Mã của việc đồng bộ các bộ lạc Đức để cung cấp các dịch vụ quân sự và quốc phòng dọc theo tuyến từ Boulogne đến Cologne đã tạo ra một biên giới ngôn ngữ Germanic-Romance trong khu vực tồn tại cho đến thế kỷ thứ tám.
Sự xâm chiếm của người Saxon vào khu vực từ thế kỷ thứ 5 đến thế kỷ thứ tám có thể mở rộng biên giới ngôn ngữ ở phía nam và tây để cho đến thế kỷ thứ 9 hầu hết cư dân ở phía bắc ranh giới giữa Béthune và Berck đã nói một phương ngữ của người Hà Lan trung lưu, trong khi cư dân ở phía nam nói tiếng Picard, một loạt các phương ngữ Roman.

## Địa lý
Pas-de-Calais nằm trong khu vực hiện tại của Hauts-de-France và được bao quanh bởi các phòng ban của Nord và Somme, Kênh tiếng Anh và Biển Bắc. Nó có chung đường biên danh nghĩa với quận Kent của Anh ở giữa đường hầm eo biển Anh.
Các thị trấn chính nằm trên bờ biển Calais, Boulogne-sur-Mer và Étaples, và ở Artois, Lens, Liévin, Arras và Saint-Omer.